# Super Muñeco
Super Muñeco, all'anagrafe Hebert Palafox (Città del Messico, 10 aprile 1952 – Città del Messico, 9 febbraio 2022), è stato un wrestler messicano.
Nella sua carriera ha vinto più di 100 incontri consecutivi e il suo volto non è mai stato rivelato pubblicamente.

## Biografia

### Carriera
Figlio del lottatore El Sanguinario, debuttò nel 1982 con il ringname Sanguinario Jr. come tributo al padre. Cambio in seguito il suo ringname in Super Muñeco dopo aver effettuato un turn face. ispirandosi al pagliaccio Cepilliín.
Ha spesso fatto squadra con altri lottatori: prima con Super Ráton (ispirato a Mighty Mouse) e Super Pinocho (ispirato a Pinocchio) formando con loro il Trio Fantàsia) e in seguito con Fray Tormenta con il quale formò una solida amicizia.
Fu campione per la WWA, e nel Nacional de Tríos in due occasioni.

### Morte
Palafox è morto il 9 febbraio 2022 all'età di 69 anni lasciando la moglie e un figlio.